# Gli amori difficili
(Italo Calvino, da L'avventura di un automobilista, Gli amori difficili, 1970.)
Gli amori difficili è una raccolta di quindici novelle scritte da Italo Calvino fra il 1949 e il 1967, molte delle quali pubblicate per la prima volta nel 1958 nel volume antologico I racconti, precisamente nelle ultime due sezioni, intitolate come le due parti di questa raccolta: Gli amori difficili e La vita difficile. Nel giugno 1970 la collezione di brevi storie uscì presso Einaudi: il tema dominante è l'amore e la difficoltà di comunicazione. 

## Presentazione e struttura
Il volume è diviso in due parti: la prima, intitolata anch'essa Gli amori difficili, contiene tredici novelle (delle quali nove già pubblicate nella raccolta I racconti: sono state aggiunte L'avventura di un bandito, L'avventura di un fotografo, L'avventura di uno sciatore, L'avventura di un automobilista); la seconda, dal titolo La vita difficile, comprende due novelle più lunghe: La formica argentina e La nuvola di smog, anch'esse già pubblicate ne I racconti, in cui figurava anche La speculazione edilizia.
Nella prima parte del volume i titoli delle novelle ripetono sempre la dicitura: "L'avventura di" seguita dall'identità del protagonista, come ad esempio: "L'avventura di un impiegato", "L'avventura di un fotografo" e così via; inoltre i racconti erano stati pubblicati nel 1964, tradotti in francese, in un volume chiamato Aventures.
Tuttavia, il termine "avventura" è ironico: quasi sempre Calvino infatti narra di movimenti interiori e di viaggi verso il silenzio: silenzio inteso come difficoltà di comunicazione sempre presente al fondo dei rapporti umani, ma anche silenzio come valore preziosissimo e strumento di vera comprensione.
Allo stesso modo, seppure Gli amori difficili siano storie di come una coppia non si incontra, questo non incontrarsi è sì causa di angoscia e disorientamento, ma al medesimo tempo è elemento fondante di una relazione amorosa, se non coincide addirittura con lo stesso amore.

## Elenco dei racconti

### Parte prima: Gli amori difficili
- L'avventura di un soldato (1949)
- L'avventura di un bandito (1949)
- L'avventura di una bagnante (1951)
- L'avventura di un impiegato (1953)
- L'avventura di un fotografo (1955)
- L'avventura di un viaggiatore (1957)
- L'avventura di un lettore (1958)
- L'avventura di un miope (1958)
- L'avventura di una moglie (1958)
- L'avventura di due sposi (1958)
- L'avventura di un poeta (1958)
- L'avventura di uno sciatore (1959)
- L'avventura di un automobilista (1967)

### Parte seconda: La vita difficile
- La formica argentina (1952)
- La nuvola di smog (1958)

## Riferimenti in altre opere
- Da L'avventura di un soldato fu tratto l'omonimo sketch cinematografico diretto e interpretato da Nino Manfredi;[1]
- L'avventura di un bandito ispirò invece uno sketch teatrale realizzato da Franco Zeffirelli e intitolato Un letto di passaggio;[1]
- Da L'avventura di due sposi nacque Canzone triste di Sergio Liberovici [2]
- Sempre a L'avventura di due sposi è ispirata la canzone omonima di Murubutu, Carlo Corallo, James Logan ed Elisa Aramonte.[senza fonte]
- L'episodio Renzo e Luciana di Mario Monicelli in Boccaccio '70;[1]
- La formica argentina fu illustrata da Franco Gentilini.[1]

## Edizioni
- Gli amori difficili, Collana Gli struzzi n.5, Torino, Einaudi, 1970. - Milano, Mondadori, 1990; con uno scritto di Michele Rago, Collana Oscar, Mondadori, 1993-2019.